# 大垣きゅん物語
大垣きゅん物語（おおがき きゅん ものがたり）は岐阜県大垣市で展開されているご当地萌えキャラプロジェクトである。2016年12月を以って、プロジェクト終了を公式Twitterで発表されている。その背景には、大垣市公認でなくスタジオアリオンの独断制作で資金不足になった背景もある。

## キャラクター
キャラクターの名字は大垣市内の地名が由来となっている
- 大垣 ゆん（cv：杉山あいり）
- 大垣 蕉子（cv：白石涼子）
- 南若森 梨子（cv：佐藤聡美）
- 西外側 真純（cv：名塚佳織）
- 赤坂 智史（cv：置鮎龍太郎）
- 奥 神楽（cv：立花慎之介）
- 三津屋 修士（cv：江口拓也）
- 水の妖精 イブキ（cv：宮田幸季）

## webラジオ
大垣きゅんラジオ
2014年8月1日から2015年4月15日まで、ラジオ公式サイトとHiBiKi Radio Stationにて配信されたWebラジオ番組。毎月1日更新、全9回。パーソナリティは立花慎之介（奥神楽 役）、置鮎龍太郎（赤坂智史 役）。
ラジオCD
ラジオCD「大垣きゅんラジオ」
- 2015年5月31日発売
- DISC1：新規録り下ろし特別版：ゲスト - 名塚佳織（西外側真澄 役）
- DISC2：通常配信回（第1回 - 第9回）

## 関連商品
CDドラマ「大垣きゅん物語」
- 2014年5月1日発売
- 主題歌

「むすびの祈り」
作詞 ― 江幡育子 / 作曲・編曲 - 磯江俊道 / 歌 - A.m.u.